# 炎の宅配便
『炎の宅配便』（ほのおのたくはいびん）は、サクセスより2006年10月19日に発売されたPlayStation 2用アクションゲームソフト。熱血漫画で知られる漫画家の島本和彦がシナリオ監修とキャラクターデザインを担当している。
「宅配（デリバリー）アクションゲーム」と銘打っており、プレイヤーは運送会社の従業員を操作して、自動車や手押しの台車で時間内に荷物を顧客に届けるのがゲームの目的である。運送中にはライバルの運送会社からの妨害が入り、これを回避・排除しながらゲームを進める。

## ストーリー
ジローの働くドン亀宅配会社…しかし、そこには、悪の宅配会社ジャクニク通運の魔の手がせまる。

## ゲームシステム
本作は時間内に荷物を届ける、宅配（デリバリー）アクションゲームである。カーアクションを基本とし、制限時間内に目的地へ到達できれば達成となる。
ガレージ
最初は難易度選択と車の選択をする。難易度が高いほど制限時間が短くなるが高額の報酬になる。なお、コースは難易度に関係なく共通となっている。
車は｢エンジン｣｢ギア｣｢タイヤ｣｢フレーム｣の四種類を交換する事で性能を変える事ができる。話が進むと新しい車も手に入るが、パーツの互換性は無いので各車両毎にパーツの購入が必要になる。
一度ゲームをクリアすると、二周目からは｢スペシャル｣の項目も選択可能になり、ポイントを使う事で新車を購入する事ができる。スペシャルの車はどれも高性能だが、パーツを交換する事はできないため、性能を上げる事はできない。
ステージ
車と難易度を選択するとゲームスタートになる。移動は徒歩で台車を押していくモードと、車で高速移動をするモードを切り替えながら目的地を目指していく。荷物は決められた順番通りに運ばなくてはならず、順番がきていない物を届けようとしても不在扱いになっていて届けることはできない。また、ジャクニク通運の戦闘員達の妨害もありそれをかわしたり、配達魂を使って撥ね退けながら配達する事になる。その他にライフは車での移動中に壁などに激突した時も減少する。ライフゲージがゼロになったり、時間内に届けられないとゲームオーバーとなる。
2～4個の荷物で1グループになっていて1グループ分を届けると制限時間が追加される。この時追加の注文を任意で請ける事が可能になり達成すると追加ボーナスが得られる。ただし追加注文で受ける品物は壊れ物や鮮度品となっていてダメージを受けたり配達魂を使うとゲージが減っていき、減った分だけ報酬も引かれる。ゼロになると配達失敗になるが、追加注文分のみは失敗してもゲームオーバーにはならない。
ボス戦
ステージによっては配達の最後に｢怪人｣が登場しボス戦になる(すべてのステージでボス戦になる訳では無い)。ボス戦は車を使わず徒歩の状態で戦い、ボスを倒すと最後の配達先が現れ、そこへ到着した時点でクリアになる。

## 主な登場人物

### ドン亀宅配会社関係者
ジロー
声：関智一
本作の主人公。
アスカ
声：藤巻恵理子
本作のヒロイン。両親の代わりに会社とトビオを守っている。
トビオ
声：白石涼子
アスカの弟。まだ小学生だがドン亀宅配会社の社員。
おやっさん
声：大友龍三郎
ドン亀宅配会社の近くの喫茶店マスター。熱い言葉（大熱言）をぶつけジローをサポートする。

### ジャクニク通運株式会社関係者
宅配業による世界征服を狙う悪の組織。
ジャーク・ニック
声：宮崎吐夢
ジャクニク通運株式会社の社長。なぞのガイジンサン。
クモ男
声：増岡弘
ジャクニク通運の社員。後に強化改造され、クモ男改として再登場する。
ミニスカポリ女
声：進藤尚美
ジャクニク通運の社員。
オイドンマン
声：石川ひろあき
ジャクニク通運の社員。
ブラックジロー
声：三木眞一郎
ジローと同じ（もしくは、それ以上の）能力を持ったジャクニク通運の社員。

## おまけ要素
ゲーム中に｢言霊｣を入手したり、ストーリーの進行でタイトル画面から入る｢おまけ｣が充実していく。
言霊
ゲーム中に言霊を入手すると、おやっさんによる全109種類のありがた～い言葉を聴く事ができる。入手時だけではなく、タイトル画面からおまけに入って聞くと、言葉の意味も聞くことができる。なお、ジローの言霊も三つ存在し、そちらはストーリーが進むと自動的に入手できる。
音楽
ゲーム中に流れるBGMを聞くことができる。
炎の一枚
島本和彦のイラストを見ることができる。
男の足跡
ゲーム中のイベントシーンを見ることができる。

## スタッフ
- 監修・キャラクターデザイン：島本和彦
- 音楽：葉山宏治

## 関連作品
- 新吼えろペン - 『炎尾と宅配便 炎の宅配便×新吼えろペン』という番外編が掲載された。